# Shalan (köpinghuvudort i Kina, Heilongjiang Sheng, lat 44,17, long 128,97)
Shalan (kinesiska: 沙兰, 沙兰镇) är en köpinghuvudort i Kina. Den ligger i provinsen Heilongjiang, i den nordöstra delen av landet, omkring 250 kilometer sydost om provinshuvudstaden Harbin. Antalet invånare är 26 502. Befolkningen består av 13 101 kvinnor och 13 401 män. Barn under 15 år utgör 14,0 %, vuxna 15-64 år 77 %, och äldre över 65 år 7,0 %.
Runt Shalan är det ganska tätbefolkat, med 56 invånare per kvadratkilometer. Närmaste större samhälle är Bohai, 15,7 km öster om Shalan. Trakten runt Shalan består till största delen av jordbruksmark.
Genomsnittlig årsnederbörd är 877 millimeter. Den regnigaste månaden är juli, med i genomsnitt 201 mm nederbörd, och den torraste är januari, med 5 mm nederbörd.